# Cromm Cruach

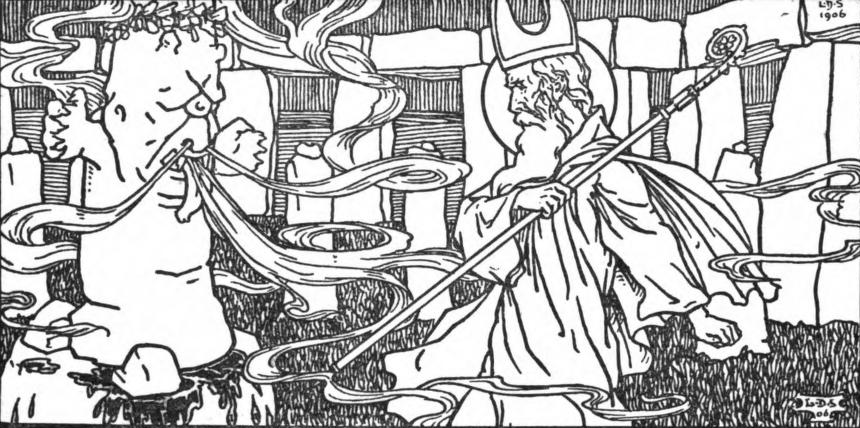
Lindsay Deming Symington, Cromm Cruach und St. Patrick, Phantasiebild in „The Rhymed Life of St Patrick“ von Katharine Tynan (1907)

Cromm Cruach oder Cenn Crúach (der „Dunkle, schwarze Kopf“, nach Nutt „schwarzer Bogen“.), bei Joyce Cromcruwel ist ein angeblicher Gott der Unterwelt und des Todes in der irischen Überlieferung. Er wird auch Cenn Crúach („Blutiger Kopf“) genannt.

## Überlieferungen
Die angeblichen Standbilder des Cromm Cruach, aufrechte Steine, also Menhire, sollen den Frieden und die Fruchtbarkeit sicherstellen.
Cromm Cruach wurden die Erstgeborenen geopfert, um gutes Wetter, Milch und Getreide zu erhalten.
Zu Samuin öffnen sich die Tore zur Unterwelt in den Feenhügeln (sídhe), also Grabhügeln. Als Totengott und Hüter der Unterweltssonne erwartet Cromm Cruach das Opfer der Erstgeborenen von Tieren und sogar Menschen. Dies wird jedoch von Archäologen bestritten. Bei Missernten sollen ihm bis zu zwei Drittel aller Erstgeborenen geopfert worden sein. An diesem Tag besuchen die „Unterirdischen“, die Anderswelt-Bewohner, die Menschen und diese können ihrerseits ebenfalls in die Feenhügel eindringen.
Cromm Cruach wird manchmal mit dem Cromm Dubh (der „Schwarzer Gebeugte“) genannten Fruchtbarkeitsgott zusammengeworfen, der sein Heiligtum auf dem Cnoe Bréannan (Mount Brandon, County Kerry) hatte. Auch dieser wird mit dem heiligen Patrick in Verbindung gebracht.

### Dinnschenchas
Cromm Cruach wird in den Dinnschenchas von Mag Slécht erwähnt. In der Legende des Tigernmas wird erzählt, dass dessen Anhänger zu Samuin auf dem Mag Slécht („Feld der Anbetung“), dem Todesort von Tigernmas, dem Cromm Cruach so verzückt ihre Verehrung zeigten, dass sie ihre Köpfe auf den Steinen zerschlugen.

### St. Patricks-Vita
Die Vita Tripartita des heiligen Patrick von Irland beschreibt das Standbild des Cromm Cruach als eine anthropomorphe Figur aus Gold und Silber, umgeben von zwölf „Idolen“ (cumdachta o umaí). Als Patrick den Cenn Crúach mit seinem Krummstab Bachall bedrohte, wendete sich die Statue von ihm ab und die Idole versanken im Boden. Cromm Cruach gilt hier als Haupt-Abgott von Irland (ardídal na hÉrend).

## Rezeption
James Joyce erwähnt Cromm Cruach als Cromcruwel in Finnegans Wake im Zusammenhang mit dem Prankquean.